# Яшалтинский район
Яшалти́нский райо́н (калм. Яшалтан улс) — административно-территориальная единица в составе Республики Калмыкия Российской Федерации, в границах которой образован муниципальный район Яшалтинское районное муниципальное образование.
Административный центр — село Яшалта.

## География
Площадь территории района — 2 416 км². Район граничит на северо-востоке с Приютненским районом, на востоке и юго-востоке — со Ставропольским краем, на юго-западе — с Городовиковским районом, на западе и севере — с Ростовской областью.
Вместе с Городовиковским районом Калмыкии образует своеобразный анклав. Сухопутное сообщение между районами и остальной Калмыкией осуществляется через территорию Ставропольского края (Апанасенковский район).
В географическом плане район расположен в пределах Кумо-Манычской впадины.
Реки района обычно в летний период пересыхают. Основные — Хагин-Сала, Джалга. Многие озера засолены. Основные водоёмы — Маныч-Гудило, Пролетарское водохранилище, Большое и Малое Яшалтинские озёра, озеро Царык. В южной части района расположена группа Бурушунских лиманов.

## История
Район образован 24 января 1938 года путём выделения из Западного улуса.
По состоянию на 1943 год в состав улуса входили 15 сельсоветов
| Административное деление по состоянию на 1943 год | Административное деление по состоянию на 1943 год | Административное деление по состоянию на 1943 год               | Административное деление по состоянию на 1943 год |
| N п/п                                             | Сельсовет                                         | Населённые пункты                                               |                                                   |
| ------------------------------------------------- | ------------------------------------------------- | --------------------------------------------------------------- | ------------------------------------------------- |
| 1                                                 | 1-й Ики-Чоносовский                               | посёлок 1-й Ики-Чонос                                           |                                                   |
| 2                                                 | 2-й Ики-Чоносовский                               | посёлки 2-й Ики-Чонос, Зун, Тихон                               |                                                   |
| 3                                                 | Багатугтуновский                                  | посёлки Бага-Тугтун, Гудик                                      |                                                   |
| 4                                                 | Будульчинеровский                                 | посёлки Будульчинер, Теегин Нур                                 |                                                   |
| 5                                                 | Березовский                                       | село Березовское                                                |                                                   |
| 6                                                 | Краномихайловский                                 | село Красномихайловское                                         |                                                   |
| 7                                                 | Краснопартизанский                                | посёлок Красный Партизан                                        |                                                   |
| 8                                                 | Нем-Хагинский                                     | село Нем-Хагинка, посёлок Рейнфельд                             |                                                   |
| 9                                                 | Сладковский                                       | сёла Мингута, Сладкое, посёлки Ней-Фельд, Шин-Чонос, Эсто-Алтай |                                                   |
| 10                                                | Тавн-Толганский                                   | посёлок Тавн-Толган                                             |                                                   |
| 12                                                | Хоншуковский                                      | посёлок Хоншук                                                  |                                                   |
| 13                                                | Шёнфельдский                                      | посёлок Шёнфельд                                                |                                                   |
| 14                                                | Эсто-Хагинский                                    | село Эсто-Хагинка                                               |                                                   |
| 15                                                | Яшалтинский                                       | село Яшалта                                                     |                                                   |

Примечание: полужирным выделены административные центры сельских советов.
28 декабря 1943 года калмыцкое население было депортировано, Яшалтинский улус Калмыцкой АССР был передан Ростовской области, в составе которой носил название Степновский район.
В январе 1957 года возвращён в состав Калмыцкой автономной области и переименован в Яшалтинский район.
1 февраля 1963 года район был упразднён, 30 декабря 1966 восстановлен.

## Население
Распределение населения района
 Яшалта (30,95 %) Ульяновское (15,85 %) Солёное (9,62 %) Эсто-Алтай (9,42 %) Красномихайловское (7,64 %) Березовское (6,53 %) Манычский (5,96 %) Октябрьский (5,21 %) Бага-Тугтун (4,26 %) Весёлое (4,07 %) Остальные (0,49 %)
| 1939    | 1959    | 1970    | 1979    | 1989    | 2000    | 2002    | 2008    | 2009    |
| ------- | ------- | ------- | ------- | ------- | ------- | ------- | ------- | ------- |
| 17 480  | ↘17 278 | ↗21 042 | ↘19 622 | ↘18 644 | ↘17 635 | ↗17 753 | ↘17 180 | ↘16 952 |
| 2010    | 2011    | 2012    | 2013    | 2014    | 2015    | 2016    | 2017    | 2018    |
| ↗17 178 | ↘17 160 | ↘16 908 | ↘16 595 | ↘16 331 | ↘16 022 | ↘15 800 | ↘15 675 | ↘15 406 |
| 2019    | 2020    | 2021    | 2024    |         |         |         |         |         |
| ↘15 128 | ↘14 863 | ↘14 660 | ↘14 402 |         |         |         |         |         |

Согласно прогнозу Минэкономразвития России, численность населения будет составлять:
- 2024 — 14,22 тыс. чел.
- 2035 — 11,5 тыс. чел.

Национальный состав
| Русские                                          | 10 121 (57,9 %) | 9 257 (53,9 %) |
| Турки-месхетинцы                                 | …               | 2 562 (14,9 %) |
| Калмыки                                          | 3 543 (20,3 %)  | 1 672 (9,7 %)  |
| Аварцы                                           | …               | 706 (4,1 %)    |
| Даргинцы                                         | …               | 493 (2,9 %)    |
| Немцы                                            | 2 979 (17,0 %)  | 428 (2,5 %)    |
| Чеченцы                                          | …               | 373 (2,2 %)    |
| Кумыки                                           | …               | 271 (1,6 %)    |
| Украинцы                                         | 154 (0,9 %)     | 200 (1,2 %)    |
| Эстонцы                                          | 425 (2,4 %)     | …              |
| Показаны народы c численностью более 200 человек |                 |                |

По итогам переписи населения 2020 года проживали следующие национальности (национальности менее 0,1 % и другое см. в сноске к строке «Другие»):
| Национальность | Численность, чел. | Доля     |
| -------------- | ----------------- | -------- |
| Русские        | 7522              | 51,31 %  |
| Турки          | 2700              | 18,42 %  |
| Калмыки        | 1459              | 9,95 %   |
| Аварцы         | 674               | 4,60 %   |
| Даргинцы       | 513               | 3,50 %   |
| Кумыки         | 338               | 2,31 %   |
| Чеченцы        | 328               | 2,24 %   |
| Немцы          | 195               | 1,33 %   |
| Армяне         | 110               | 0,75 %   |
| Курды          | 86                | 0,59 %   |
| Лезгины        | 84                | 0,57 %   |
| Украинцы       | 70                | 0,48 %   |
| Цыгане         | 50                | 0,34 %   |
| Езиды          | 48                | 0,33 %   |
| Белорусы       | 46                | 0,31 %   |
| Табасараны     | 29                | 0,20 %   |
| Карачаевцы     | 28                | 0,19 %   |
| Осетины        | 27                | 0,18 %   |
| Азербайджанцы  | 25                | 0,17 %   |
| Эстонцы        | 20                | 0,14 %   |
| Казахи         | 17                | 0,12 %   |
| Андийцы        | 17                | 0,12 %   |
| Грузины        | 17                | 0,12 %   |
| Ингуши         | 16                | 0,11 %   |
| Другие         | 241               | 1,62 %   |
| Итого          | 14 660            | 100,00 % |

## Административное устройство
В Яшалтинском районе 24 населённых пункта в составе 11 сельских поселений:
| №  | Сельские поселения                                    | Административный центр  | Количество населённых пунктов | Население | Площадь, км² |
| -- | ----------------------------------------------------- | ----------------------- | ----------------------------- | --------- | ------------ |
| 1  | Багатугтунское сельское муниципальное образование     | село Бага-Тугтун        | 4                             | ↗803      |              |
| 2  | Березовское сельское муниципальное образование        | село Березовское        | 2                             | ↘954      |              |
| 3  | Веселовское сельское муниципальное образование        | село Весёлое            | 3                             | ↘473      |              |
| 4  | Красномихайловское сельское муниципальное образование | село Красномихайловское | 3                             | ↗1337     |              |
| 5  | Краснопартизанское сельское муниципальное образование | село Красный Партизан   | 1                             | ↗350      |              |
| 6  | Манычское сельское муниципальное образование          | посёлок Манычский       | 3                             | ↘660      |              |
| 7  | Октябрьское сельское муниципальное образование        | посёлок Октябрьский     | 3                             | ↘706      |              |
| 8  | Солёновское сельское муниципальное образование        | село Солёное            | 1                             | ↘1385     |              |
| 9  | Ульяновское сельское муниципальное образование        | село Ульяновское        | 1                             | ↘2282     |              |
| 10 | Эсто-Алтайское сельское муниципальное образование     | посёлок Эсто-Алтай      | 2                             | ↘1253     |              |
| 11 | Яшалтинское сельское муниципальное образование        | село Яшалта             | 1                             | ↗4457     |              |

Населённые пункты
В сносках к названию населённого пункта указана административно-территориальная принадлежность

| Яшалта             | ↗4457 |
| Ульяновское        | ↘2282 |
| Солёное            | ↘1385 |
| Эсто-Алтай         | ↘1357 |
| Красномихайловское | ↗1101 |
| Березовское        | ↗940  |
| Манычский          | ↘858  |
| Октябрьский        | ↗750  |

| Бага-Тугтун      | ↘614 |
| Весёлое          | ↗586 |
| Краснополье      | ↗453 |
| Матросово        | ↘371 |
| Красный Партизан | ↗350 |
| Красный Маныч    | ↘172 |
| Сладкое          | ↘143 |
| Пролетарский     | ↘98  |

| Ики-Чонос   | ↘93 |
| Эркетен     | ↘83 |
| Зерновое    | ↘64 |
| Новая Жизнь | ↘69 |
| Шовгр Толга | ↘66 |
| Теегин Нур  | ↘51 |
| Лиманный    | ↘9  |
| Дунд Джалг  | ↘3  |

### Упразднённые населённые пункты
Посёлки Абганер-Гаханкин (также Менгута), Гюдик, Зун, Денисовка, Тихон, Шин-Чонос, сёла Садовое (до 1949 года — Нейфельд), Полевое (до 1949 года — Рейнфельд).

## Экономика
Промышленное производство в районе практически отсутствует. В товарной продукции, производимой в районе, сельскохозяйственная продукция занимает 93 %. В 2010 году всеми категориями хозяйств района было произведено валовой продукции на сумму более 860,3 млн рублей. Сельскохозяйственную продукцию на 1 января 2013 года в районе производили: 6 СПК, 4 малых предприятия, 164 крестьянских (фермерских) хозяйств и личные подсобные хозяйства граждан района. В 2012 году из 10 сельскохозяйственных предприятий, производящих сельскохозяйственную продукцию, 8 предприятий получили прибыль в сумме 45,8 млн рублей.
Основные направления сельхозпроизводства — растениеводство, в том числе овощеводство, и животноводство. В 2010 году в хозяйствах всех категорий произведено 91,9 тыс. тонн зерна, картофеля — 2,8 тыс. тонн, овощей — 2,5 тыс. тонн. Мяса реализовано на убой в живом весе 3,0 тыс. тонн, что составило 95 % к уровню 2009 года, производство мяса уменьшилось в связи с сокращением поголовья свиней, связанное с неблагоприятной эпизоотической обстановкой. Валовой надой молока составил 20,7 тыс. тонн, 120 % к предыдущему году.